# Mässel
De Mässel is een beek in Nederlands Zuid-Limburg in de gemeentes Vaals en Gulpen-Wittem. De beek ligt ten oosten van Epen, ten noorden van Camerig en ten zuiden van Bommerig op de rechteroever van de Geul. Het grootste deel van de beek vormt de gemeentegrens tussen de beide gemeentes.

## Ligging
De Mässel ligt in het Geuldal en is onderdeel van het stroomgebied van de Maas. De beek ontspringt ten noordoosten van Camerig en zuidoosten van Bommerig op de westelijke helling van het Plateau van Vijlen aan de voet van het Vijlenerbos. De beek heeft drie takken: een van uit het noordoosten, een vanuit het zuidoosten en een vanuit het zuiden. Vlak voor de Bommerigerweg zijn de drie takken samengevloeid tot één beek. De beek mondt tussen de Camerigerbeek en de Bommerigerbeek uit in de Geul.
De Camerigerbeek ligt ongeveer 300 meter zuidelijker op de rechteroever en de Bommerigerbeek ongeveer 400 meter noordelijker op de rechteroever.